# القحطاني الأندلسي
أبو عبد الله محمد بن صالح المُعافري القحطاني المعروف بالإمام القحطاني (توفي في 379 هـ أو 383 هـ أو 387 هـ، بخارى) فقيه وحافظ أندلسي مالكي، يزعم انه صاحب القصيدة «نونية القحطاني» لكن لا يوجد أي رابط مباشر بين القصيدة وبين عبد الله محمد بن صالح المعافري الأندلسي القحطاني. والأرجح ان صاحبها مجهول اسمه عبد الله بن محمد القحطاني.

## سيرته
ولد أبو عبد الله محمد بن صالح بن محمد بن سعد بن نزار بن عمر بن ثعلبة المعافري القحطاني في قرطبة. سمع بالأندلس من ابن وضاح وقاسم بن أصبغ وغيره، وبالمغرب من بكر بن محمد التاهرتي. رحل إلى المشرق للحج فسمع بمصر من أصحاب يونس بن عبد الأعلى وأبي إبراهيم المزني، وبالحجاز من أبي سعيد بن الأعرابي، وبالشام من خيثمة بن سليمان الأطرابلسي، وبالجزيرة من أصحاب عليّ بن حرب، وببغداد من إسماعيل بن محمد الصفار، وتوجه إلى أصبهان وورد نيسابور في ذي الحجة 341 هـ، ثم إلى بخارى حيث توفي في رجب 383 هـ، وقيل عام 378 هـ.
جمع القحطاني الكثير من الحديث، كما أن له كتاب في «تاريخ أهل الأندلس». قال عنه غنجار في «تاريخ بخارى»: «كان فقيهاً حافظاً، جمع تاريخاً لأهل الأندلس.» وتنسب إليه نونية القحطاني وهي منظومة نونية في بيان عقيدة أهل السنة والجماعة. تميزت منظومته النونية بالشدّة على الأشاعرة، حيث يتهمهم بالإدعاء والبدع والأهواء، كما تطرق إلى موضوع خلق القرآن، ويشكك الكثير في نسبتها إليه بسب نقده للمعري المولود سنة 363هـ أي قبل وفاة القحطاني بنحو عشر سنوات 